# Rafael Estrada y Arnáiz
Rafael Estrada y Arnáiz (Ferrol, 22 de octubre de 1884 – Madrid, 18 de octubre de 1956) fue un militar y académico español.

## Biografía
Hijo del vicealmirante Ramón Estrada Catoira, en 1899 ingresó en la Escuela Naval, donde en 1905 obtuvo el grado de alférez de navío. Fue embarcado en el crucero Extremadura y después en el Infanta Isabel. Viajó a Reino Unido, Alemania, Rusia y Guinea española. En 1920 colaboró en la elaboración de la carta náutica de las islas Chafarinas .
Participó en el desembarco de Alhucemas (1926). En 1929 fue nombrado comandante del cañorero Canelejas, y en 1930 fue destinado al Ministerio de Marina. En 1934 fue nombrado presidente de la sección de astronomía, geodesia, geofísica y geografía de la Asociación Española para el Progreso de las Ciencias y agregado naval en la embajada española en Italia.
Al estallar la guerra civil española se puso del lado del bando sublevado, regresando a España en 1937 siendo destinado al crucero Baleares. De octubre de 1937 a agosto de 1938 fue comandante del crucero Canarias, participando en la batalla del cabo de Palos. En 1938 fue nombrado subsecretario de Marina del primer gobierno franquista . 
En 1939 fue nombrado secretario general del ministerio de Marina de España y vocal del Consejo Superior de Investigaciones Científicas. En 1945 fue elegido académico de la Real Academia Española  y nombrado capitán general del Departamento Marítimo de Cartagena y después del de Cádiz. Durante su mandato se produjo la explosión de un polvorín en Cádiz en 1947. 
En 1952 fue nombrado jefe del Estado Mayor de la Armada. En 1954 pasó a la reserva. En 1951 fue nombrado procurador en Cortes. También fue presidente del Instituto Social de la Marina, vocal del Consejo Ordenador de la Marina Mercante y miembro de la Real Academia Gallega y de la Real Academia Sevillana de Buenas Letras. Falleció el 18 de octubre de 1956.

## Obras
- Jorge Juan y Antonio de Ulloa en el Perú (1931)
- El progreso de la Náutica (1941)
- El Almirante Don Antonio de Oquendo (1943)
- La influencia del mar en la Historia de España (1950)
- El progreso científico a bordo de los buques (1951)